# Néstor Díaz García
Néstor Díaz García (nascut el 26 de juny de 1992), conegut simplement com a Néstor, és un futbolista català que juga com a porter al CDA Navalcarnero.

## Carrera de club
Nascut a Sabadell, Catalunya, Néstor es va graduar a l'equip juvenil del Polideportivo Ejido. Va debutar amb els filials de la SD Ponferradina a la campanya 2011-12 a Tercera Divisió, apareixent també amb la plantilla principal de Segona Divisió B.
El 17 de juliol de 2012 Néstor es va traslladar al Sevilla FC, sent destinat a l'equip C també a la quarta categoria; també va aparèixer poques vegades amb el B durant la seva etapa allà. El 4 de juny de 2014 va passar a un altre filial, el RCD Espanyol B de tercera divisió.
El 21 de gener de 2015 Néstor va rescindir el seu contracte amb els Pericos, i es va incorporar al Celta de Vigo B de la mateixa categoria, tres dies després. Va debutar amb el seu primer equip i la Lliga el 23 d'agost, substituint el lesionat Rubén Blanco en una victòria a casa per 2-1 contra el Llevant UE.